# Leonardo Zega
Leonardo Zega (Sant'Angelo in Pontano, 19 aprile 1928 – Milano, 5 gennaio 2010) è stato un presbitero, giornalista e scrittore italiano.
Il suo nome resta associato alla direzione del popolare settimanale Famiglia Cristiana.

## Biografia
Frequentò a Roma il seminario della Società San Paolo, diventando membro della congregazione dei paolini. Successivamente studiò all'Università Gregoriana, dove si laureò in teologia.
Nel 1954 venne ordinato sacerdote e nei primi anni '60 fu insegnante di religione a Roma presso la scuola media statale "Dante Alighieri".
Contemporaneamente iniziò a lavorare nella sede centrale delle Edizioni San Paolo; in seguito fu redattore del periodico Orizzonti.

Nel 1961 partì per le Filippine, dove collaborò ad un periodico locale. Decise quindi di impegnarsi totalmente nel giornalismo e nelle comunicazioni sociali, per diffondere il messaggio evangelico attraverso i moderni strumenti di comunicazione.
Nel 1980 divenne direttore di Famiglia Cristiana, dove rimase per diciotto anni, fino al 1998, quando venne sollevato dal suo incarico per alcune dichiarazioni pubblicate sul settimanale da lui diretto nella sua rubrica, «Colloqui col padre». 
Amministratore delegato della San Paolo fino al 1995, lasciò il settimanale religioso per passare come editorialista a La Stampa di Torino. Per qualche tempo curò sul settimanale Oggi la rubrica di corrispondenza coi lettori. Successivamente assunse la carica di direttore di Club3, che manterrà fino alla morte avvenuta il 5 gennaio del 2010.

## Premi e riconoscimenti
- 1998, Premio Saint Vincent per il giornalismo

## Pubblicazioni
- Colloqui col padre, Mondadori (1995)
- I volti dell'amore, Garzanti (1999)